# Succadana
Succadana is een geslacht van vlinders van de familie snuitmotten (Pyralidae), uit de onderfamilie Phycitinae.

## Soorten
- S. dilaticornis Walker, 1863
- S. falkneri Roesler, 1983